# Saltspring Island
Saltspring Island, även Salt Spring Island, är en ö i Kanada.   Den ligger i Capital Regional District och provinsen British Columbia, i den sydvästra delen av landet, 3 600 km väster om huvudstaden Ottawa. Arean är 187 kvadratkilometer.
Terrängen på Saltspring Island är kuperad. Öns högsta punkt är 697 meter över havet. Den sträcker sig 25,8 kilometer i nord-sydlig riktning, och 17,0 kilometer i öst-västlig riktning.
I omgivningarna runt Saltspring Island växer i huvudsak blandskog.